# Kunzea
Kunzea is een geslacht uit de mirtefamilie (Myrtaceae). De soorten komen voor in Australië en Nieuw-Zeeland.

## Soorten
- Kunzea acicularis Toelken & G.F.Craig
- Kunzea acuminata Toelken
- Kunzea affinis S.Moore
- Kunzea amathicola de Lange & Toelken
- Kunzea ambigua (Sm.) Druce
- Kunzea aristulata Toelken
- Kunzea axillaris Toelken
- Kunzea badjaensis Toelken
- Kunzea baxteri (Klotzsch) S.Schauer
- Kunzea bracteolata Maiden & Betche
- Kunzea caduca Toelken
- Kunzea calida F.Muell.
- Kunzea cambagei Maiden & Betche
- Kunzea capitata (Sm.) Heynh.
- Kunzea ciliata Toelken
- Kunzea cincinnata Toelken
- Kunzea clavata Toelken
- Kunzea dactylota Toelken
- Kunzea ericifolia (Sm.) Heynh.
- Kunzea ericoides (A.Rich.) Joy Thomps.
- Kunzea eriocalyx F.Muell.
- Kunzea flavescens C.T.White & W.D.Francis
- Kunzea glabrescens Toelken
- Kunzea graniticola Byrnes
- Kunzea jucunda Diels & E.Pritz.
- Kunzea juniperoides Toelken
- Kunzea leptospermoides F.Muell. ex Miq.
- Kunzea linearis (Kirk) de Lange & Toelken
- Kunzea micrantha S.Schauer
- Kunzea micromera S.Schauer
- Kunzea montana (Diels) Domin
- Kunzea muelleri Benth.
- Kunzea newbeyi Toelken
- Kunzea obovata Byrnes
- Kunzea occidentalis Toelken
- Kunzea opposita F.Muell.
- Kunzea parvifolia S.Schauer
- Kunzea pauciflora S.Schauer
- Kunzea peduncularis F.Muell.
- Kunzea petrophila Toelken
- Kunzea phylicoides (A.Cunn. ex S.Schauer) Druce
- Kunzea pomifera F.Muell.
- Kunzea praestans S.Schauer
- Kunzea preissiana S.Schauer
- Kunzea pulchella (Lindl.) A.S.George
- Kunzea recurva S.Schauer
- Kunzea robusta de Lange & Toelken
- Kunzea rostrata Toelken
- Kunzea rupestris Blakely
- Kunzea salina (Trudgen & Keighery) Toelken & de Lange
- Kunzea salterae de Lange
- Kunzea sericothrix Toelken
- Kunzea serotina de Lange & Toelken
- Kunzea similis Toelken
- Kunzea sinclairii (Kirk) W.Harris
- Kunzea spathulata Toelken
- Kunzea strigosa Toelken & G.F.Craig
- Kunzea sulphurea Tovey & P.Morris
- Kunzea tenuicaulis de Lange
- Kunzea toelkenii de Lange
- Kunzea triregensis de Lange
- Kunzea truncata Toelken

## Hybriden
- Kunzea × rosea (Turcz.) Govaerts
- Kunzea × squarrosa Turcz.

... · 
Acmena · 
Actinodium · 
Agonis · 
Allosyncarpia · 
Aluta · 
Angophora · 
Astartea · 
Astus · 
Babingtonia · 
Baeckea · 
Callistemom · 
Calytrix · 
Chamelaucium · 
Corymbia · 
Corynanthera · 
Cyathostemon · 
Darwinia · 
Enekbatus · 
Ericomyrtus · 
Eucalyptus (Eucalyptus) · 
Eugenia · 
Euryomyrtus · 
Feijoa · 
Homalocalyx · 
Homoranthus · 
Hypocalymma · 
Lamarchea · 
Leptospermum · 
Lophomyrtus · 
Malleostemon · 
Metrosideros · 
Micromyrtus · 
Myrceugenia · 
Myrciaria · 
Myrtus (Mirte) · 
Ochrosperma · 
Osbornia · 
Pileanthus · 
Pimenta · 
Psidium · 
Rinzia · 
Sannantha · 
Scholtzia · 
Syzygium · 
Thryptomene · 
Triplarina · 
Tristaniopsis · 
Verticordia · 
Waterhousea · 
Xanthostemon · 
...